# Steve de Shazer
Steve de Shazer (25 de juny de 1940, Milwaukee – 11 de setembre de 2005, Viena) va ser un psicoterapeuta, autor, desenvolupador i pioner de la teràpia breu centrada en solucions. El 1978, va fundar el Brief Family Therapy Center (BFTC) a Milwaukee, Wisconsin amb la seva dona Insoo Kim Berg.
De Shazer es va formar originalment com a músic i va treballar com a saxofonista de jazz. Va estudiar Belles Arts i Treball Social a la Universitat de Wisconsin-Milwaukee. Es diu que mai va estudiar al Mental Research Institute de Palo Alto, Califòrnia, tot i que alguns rumors diuen que sí que ho va fer. De Shazer va escriure 6 llibres i va ser traduït a 14 idiomes. Va ser amic de John Weakland, a qui va veure com el seu mentor.
De Shazer va morir a Viena mentre viatjava en una gira de formació i consultoria a Europa. De Shazer té un nebot, Tony de Shazer, la dona del qual és Marie Laure de Shazer, educadora i autora, que tenen dues filles, l'Elodie i l'Amelie de Shazer.